# Thượng Dương Hoàng hậu
Lý Thánh Tông Dương Hoàng hậu (chữ Hán: 李聖宗楊皇后 ? - 1073), thường được biết đến với tôn hiệu Thượng Dương Hoàng hậu (上楊皇后) hoặc Thượng Dương Hoàng thái hậu (上陽皇太后), là một Hoàng hậu, Hoàng thái hậu nhà Lý trong lịch sử Việt Nam. Bà là chính thất của Lý Thánh Tông và là đích mẫu (không phải mẹ đẻ) của Lý Nhân Tông.
Cuộc đời bà vẫn còn nhiều điều chưa rõ ràng, nhưng cái chết của bà rất nổi tiếng và được biết đến rộng rãi. Sau khi Lý Thánh Tông băng hà, bà trở thành Thái hậu và nhiếp chính giúp Lý Nhân Tông khi đó còn nhỏ. Thế nhưng, bà bị Linh Nhân Thái hậu lật đổ và bị ép chết cùng Thánh Tông.

## Tiểu sử
Không rõ gia thế của bà thế nào, quê quán ra sao. Chỉ biết bà là vợ đích của Lý Thánh Tông và mang họ Dương (楊). Sử sách cho biết bà không có người con nào. Cũng theo đó, bà thường chăm sóc các con gái của Thánh Tông là Động Thiên công chúa, Thiên Thành công chúa, Ngọc Kiều công chúa thay ông.
Gặp khi Thánh Tông nạp phi tần mới, chính là Ỷ Lan Phu nhân (倚蘭夫人), bà cũng không phản đối gì mà đối đãi với phu nhân rất hậu. Ỷ Lan có tài trị nước, khi Thánh Tông đánh Chiêm Thành thì Ỷ Lan được trao quyền trị nước, lâm triều chấp chính.
Khi Lý Nhân Tông được sinh ra, gọi bà là Hoàng đích mẫu (皇嫡母), còn Ỷ Lan Phu nhân là Hoàng sinh mẫu (皇生母). Những khi Ỷ Lan bận việc triều chính, Hoàng hậu thường chăm sóc Nhân Tông khi đó còn là Thái tử trẻ thơ.

## Cái chết
Khi vua Lý Thánh Tông mất (1072), theo lễ giáo của Thái sư Lý Đạo Thành, bà sẽ là Hoàng thái hậu nhiếp chính, trong khi đó Ỷ Lan phu nhân sẽ là Hoàng thái phi, nhưng do Ỷ Lan nghĩ mình đã từng nhiếp chính lại là mẹ đẻ của hoàng đế mà không được tham dự triều chính, nên buồn bực.
Sau đó, dưới sự ủng hộ của Thái úy Lý Thường Kiệt, Ỷ Lan lên ngôi Hoàng thái hậu, còn bà cùng 72 cung nhân bị Ỷ Lan hãm hại, giam lỏng và ép phải chết theo Thánh Tông.
Sách Đại Việt sử ký toàn thư (Bản kỷ toàn thư, quyển 3) chép sơ lược việc này như sau:
Quý Sửu (1073)... Giam Hoàng thái hậu họ Dương,... (bởi) Linh Nhân cho mình là mẹ đẻ mà không được dự chính sự, mới kêu với vua rằng: "Mẹ già khó nhọc mới có ngày nay, mà bây giờ phú quý người khác hưởng, thế thì sẽ để mẹ già vào đâu?" Vua bèn sai đem giam Dương thái hậu và 72 người thị nữ vào cung Thượng Dương, rồi bức phải chết chôn theo lăng Thánh Tông... (còn) Thái sư Lý Đạo Thành lấy chức Tả gián nghị đại phu ra coi châu Nghệ An.
Cái chết của bà cùng các cung nữ đã khiến nhiều người chỉ trích, xem xét công lao và đạo đức của Nguyên phi Ỷ Lan. Tục truyền rằng Nguyên phi Ỷ Lan sau này rất hối hận về việc này nên đã làm nhiều chùa Phật để sám hối, rửa oan.

## Tên gọi Thượng Dương Hoàng hậu
Theo dã sử, bà được gọi là Thượng Dương Hoàng hậu, nhưng trong chính sử cách gọi như thế chỉ vì bà ở Thượng Dương cung (上陽宮), và sau khi bà đã là Hoàng thái hậu. Nói chính xác ra, đương thời chỉ có thể gọi bà là Hoàng hậu hay Dương Hoàng hậu (楊皇后).
Trong Ngự chế Việt sử tổng vịnh của Tự Đức, thấy chép theo Đường thư rằng: "Thượng Dương cung là một li cung cách kinh đô Lạc Dương về phía Đông, xây cất giữa niên hiệu Thượng Nguyên đời Đường Cao Tông, Cao Tông thường ở cung ấy, để dự thính triều chính. Võ Tắc Thiên sau khi thoái vị, đã ở cung ấy và giá băng. Do đó, triều nhà Lý lấy chữ Thượng Dương đặt cho tên cung của bà Thái hậu ở".